# Chansons pour tous les temps
Albums de Anne Sylvestre
Joyeux Noël ! Fabulettes en couleurs
Chansons pour tous les temps est un album d'Anne Sylvestre paru dans sa maison de production en 1982. Il a été réédité par EPM Musique. 

## Titres
Toutes les chansons sont écrites et composées par Anne Sylvestre.
| No  | Titre                            | Durée      |
| --- | -------------------------------- | ---------- |
| 1.  | C'est le printemps vraiment      | 2 min 26 s |
| 2.  | La mer fait des vagues           | 1 min 45 s |
| 3.  | La Marguerite                    | 53 s       |
| 4.  | Petit poisson rouge              | 2 min 03 s |
| 5.  | Une tulipe                       | 1 min 50 s |
| 6.  | À demain soleil                  | 1 min 38 s |
| 7.  | Monsieur le vent Madame la pluie | 2 min 35 s |
| 8.  | Grégory aime le vent             | 1 min 48 s |
| 9.  | La pluie c'est flic floc         | 50 s       |
| 10. | L'Escargot Léo                   | 2 min 55 s |
| 11. | Émilie Miloche                   | 57 s       |
| 12. | Quand le vent                    | 58 s       |
| 13. | Un froid de loup                 | 2 min 20 s |
| 14. | Les feuilles sont tombées        | 2 min 00 s |
| 15. | Les Grêlons                      | 50 s       |
| 16. | Le ciel est gris souris          | 44 s       |
| 17. | J'ai froid aux doigts            | 52 s       |
| 18. | Le Loir et la Marmotte           | 2 min 27 s |

## Production
- Production : Anne Sylvestre
- Illustration de pochette : Pef
- Distribution : WEA

## Réception
Critique de L'Express : « Retour champêtre. agreste, croquant et vif comme une pomme ».